# Amt Wanne
| Amt in Preußen     | Amt in Preußen                               |
| ------------------ | -------------------------------------------- |
| Name               | Wanne                                        |
| Provinz            | Westfalen                                    |
| Regierungsbezirk   | Arnsberg                                     |
| Landkreis          | Bochum (1875–1885) Gelsenkirchen (1885–1926) |
| Fläche             | 11,21 km² (1925)                             |
| Einwohner          | 54.424 (1925)                                |
| Bevölkerungsdichte | 4.855 Einw./km² (1925)                       |
| Gemeinden          | 5 (1875) 2 (1926)                            |

Das Amt Wanne war von 1875 bis 1926 ein Amt in den Landkreisen Bochum und Gelsenkirchen in der preußischen Provinz Westfalen.

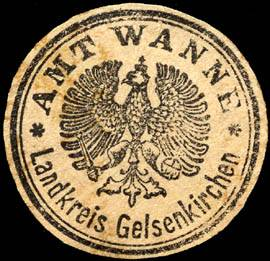
Siegelmarke des Amtes Wanne

## Geschichte
Am 22. Mai 1875 schieden die Gemeinden Bickern, Crange, Eickel, Holsterhausen und Röhlinghausen aus dem Amt Herne aus und bildeten das neue Amt Wanne. „Wanne“ war der Name eines Weilers in der Gemeinde Bickern sowie seit 1867 der Name eines Bahnhofs der Köln-Mindener-Eisenbahn.
Bedingt durch den starken Anstieg der Einwohnerzahl des Landkreises Bochum wurde am 1. Juli 1885 aus dem westlichen Teil des Landkreises der neue Kreis Gelsenkirchen gebildet, zu dem nun auch das Amt Wanne gehörte.
Am 1. November 1891 schieden die beiden Gemeinden Eickel und Holsterhausen aus dem Amt Wanne aus und bildeten das Amt Eickel.
Am 13. August 1897 wurde die Gemeinde Bickern in Wanne umbenannt.
Am 28. Oktober 1906 wurde Crange nach Wanne eingemeindet, so dass das Amt Wanne nun aus den beiden Gemeinden Wanne und Röhlinghausen bestand.
Zum 1. April 1926 wurden das Amt Wanne durch das Gesetz über die Neuregelung der kommunalen Grenzen im rheinisch-westfälischen Industriebezirke aufgelöst. Die Gemeinden Wanne und Röhlinghausen wurden Teil der neuen kreisfreien Stadt Wanne-Eickel.

## Einwohnerentwicklung
| Jahr | Einwohner | Quelle |
| ---- | --------- | ------ |
| 1885 | 18.881    | [ 5 ]  |
|      |           |        |
| 1895 | 19.206    | [ 6 ]  |
| 1910 | 52.159    | [ 7 ]  |
| 1919 | 54.220    | [ 8 ]  |
| 1925 | 54.424    | [ 8 ]  |

Das Amt wurde 1891 verkleinert.